# Мемориален център на АСНОМ
Мемориалният център на АСНОМ (на македонска литературна норма: Меморијален Центар АСНОМ) е културно-исторически комплекс близо до село Пелинце в Северна Македония. Посветен е на Първото заседание на Антифашисткото събрание за народно освобождение на Македония (АСНОМ), което се състои на 2 август 1944 година в манастира „Свети Прохор Пчински“.

## Местоположение
Центърът се намира в непосредствена близост до река Пчиня на два километра от мястото, където се е провело заседанието в манастира.

## История
Идеята да се изгради мемориалния център посветен на АСНОМ тръгва от проблемите около честването на Първото заседание на АСНОМ в манастира Прохор Пчински, тъй като той се намира извън територията на Република Македония в Сърбия. Допълнително напрежение е създадено след като през 1998 година по инициатива на Воислав Шешел е премахната паметната плоча в манастира.
Центърът е открит официално на 2 август 2004 година от тогавашния президент на Република Македония Бранко Цървенковски по повод шестдесет години от Първото заседание на АСНОМ.

## Експозиция
Комплексът има общо площ 8,5 хектара, в която влизат ресторант, амфитеатър и музей на АСНОМ. В музея се намира и плочата от манастира.
Проектант на мемориалния център е архитект Георги Константиновски. На фасадата на музея е поставена 140 m2 мозайка, с която е реализирана идеята за „Македония“ и е дело на художника Рубен Корубина. В центъра има статия-копие на тази, в която е проведено първото заседание на АСНОМ, както и документи свързани с АСНОМ.